# Synagogue Touro (Newport, Rhode Island)
Pour les articles homonymes, voir Synagogue Touro.
La synagogue Touro est la plus ancienne synagogue d'Amérique du Nord et la seule datant de l'époque coloniale américaine toujours en activité. Elle est située à Newport dans l'État de Rhode Island.

## Historique

### L'origine de la communauté juive de Newport
En 1492, le roi d'Espagne Ferdinand II d'Aragon et la reine Isabelle I de Castille promulguent le Décret de l'Alhambra donnant quatre mois aux Juifs d'Espagne pour se convertir au catholicisme ou pour quitter le pays. De nombreux Juifs quittent alors son royaume pour le Portugal.
La colonie hollandaise de La Nouvelle-Amsterdam reçoit dès 1654 les premiers émigrés juifs ibériques et en 1658 une quinzaine de familles juives d'origine portugaise, en provenance des Antilles néerlandaises, s'installent dans l'île de Rhode Island. Ce sont principalement des marranes, Juifs convertis au catholicisme afin de survivre. La liberté religieuse promise par Roger Williams, fondateur de la colonie de Rhode Island et des plantations de Providence leur permettent de revenir à la religion juive. Très rapidement, les avantages sociaux et économiques permettent à cette petite communauté de progresser.
La communauté Jeshuat Israel est fondée à Newport en 1658. Elle achète un terrain en 1677 pour en faire un cimetière. En 1780, la communauté compte huit familles et ouvre une école pour l'éducation de ses enfants.

### La construction de la Synagogue
En 1758, Isaac de Touro (en) arrive d'Amsterdam comme hazzan c'est-à-dire chanteur, pour prendre en main la destinée de la communauté. Depuis plus de cent ans, les membres de la communauté se réunissaient dans des maisons privées pour les offices. Il décide alors de la construction d'une synagogue. Ses fils Abraham et Judah, seront plus tard des bienfaiteurs importants de la synagogue.
La première pierre a été posée par Aaron Lopez, marchand d'esclaves à Newport. La congrégation Jeshuat Israël remonte à 1658 lorsque quinze familles juives espagnoles et portugaise arrivent, provenant de l'ouest, et beaucoup sont installés près Easton's Point. La synagogue a été officiellement consacrée 2 décembre 1763. Parmi les autres dirigeant, figurait également Henry Samuel Morais (en).
Le projet étant très ambitieux pour la communauté, celle-ci doit faire appel à des communautés voisines. Ayant reçu des réponses positives, un terrain est acheté le 30 juin 1759 rue Griffin à Ebenezer Allen de Sandwich, Massachusetts.
Le 1er août 1759, la première pierre de la synagogue est posée. L'architecte américain d'origine anglaise, Peter Harrison, qui a émigré en 1738 et s'est installé à Rhode Island, offre ses services gracieusement. Pur produit du siècle des Lumières, il a déjà conçu de nombreuses églises et bâtiments officiels. La synagogue est considérée comme son œuvre majeure. La synagogue est dédiée le 2 décembre 1763.
Harrison est influencé par le néo-palladianisme qui réoriente le style anglais vers des sources classiques. Ses plans et les détails proviennent de livres qu'il importe d'Angleterre.
La synagogue est construite en briques importées d'Angleterre. Le bâtiment est orienté vers l'est en direction de Jérusalem et fait un angle aigu par rapport à la rue.

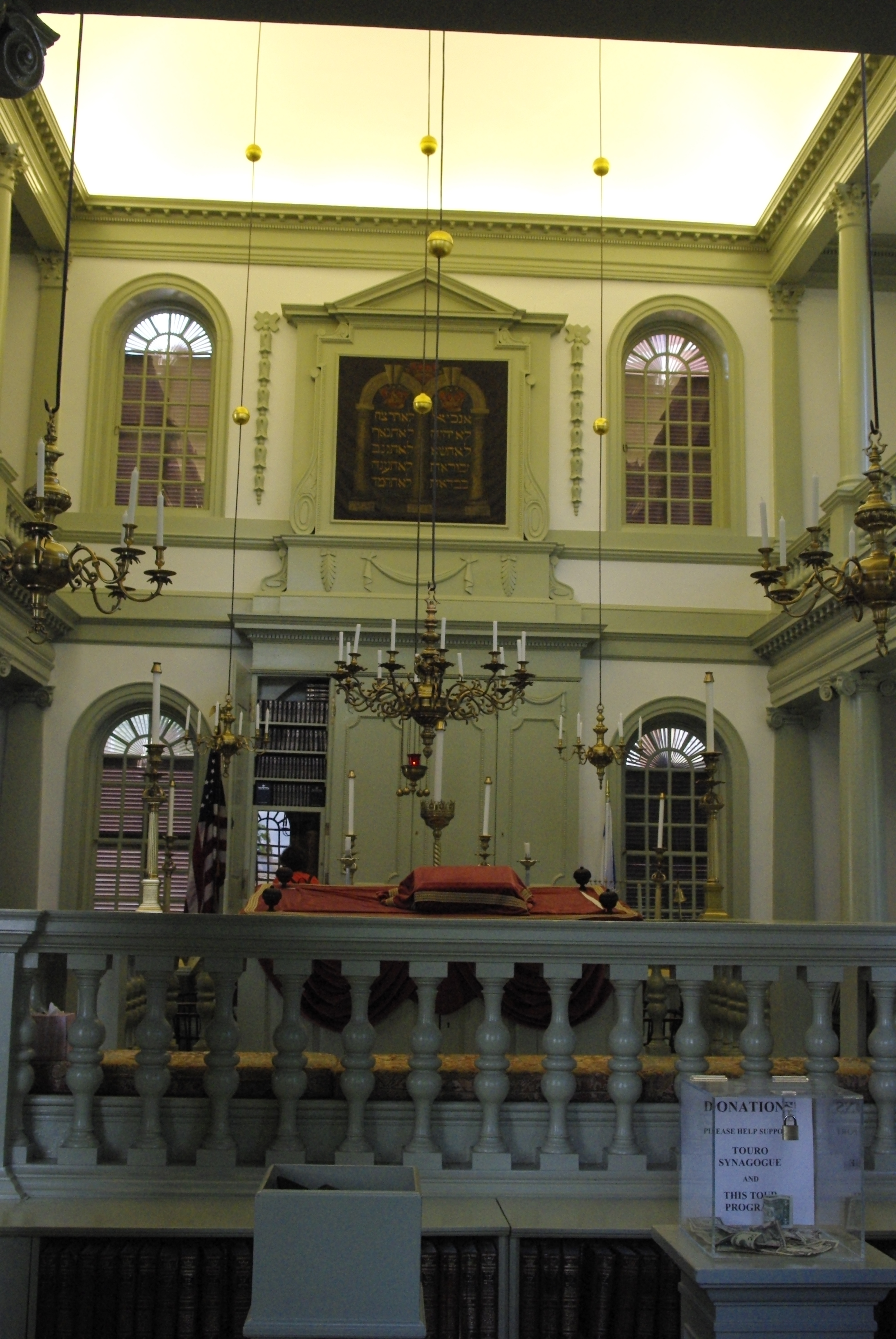
Intérieur de la synagogue Touro avec la bimah entourée d'une balustrade. On devine en haut à droite et à gauche la tribune des femmes au premier étage

L'intérieur de la synagogue est de style colonial classique, incorporant de nombreux éléments typiques des synagogues espagnoles et portugaises. Elle présente quelques similarités avec la Synagogue Espagnole érigée à Amsterdam en 1675, particulièrement dans l'agencement des sièges et les colonnes imposantes: une série de douze colonnes ioniques en bois soutiennent les galeries pour les femmes et le plafond. Le nombre de colonnes est une référence aux douze Tribus d'Israël. Le haut des colonnes est de style corinthien et le bas de style ionique. Chaque colonne est taillée dans un seul tronc d'arbre. L'Arche Sainte contenant les rouleaux de la Torah se trouve sur le mur oriental. Au-dessus, une peinture murale représente les Dix Commandements en hébreu. Ce tableau est l'œuvre de Benjamin Howland, un artiste de Newport.
Cinq lustres ornent le plafond. Celui du centre, un lustre à douze banches est une donation de Jacob Pollock en 1789. Ce lustre a une caractéristique particulière : quatre têtes de singes apparaissent bien visibles sur le tronc central. Les quatre autres lustres ont été donnés par Naphtali Hart Myers en 1760, Aaron Lopez en 1770 et deux par Abraham Rodriguez Mendez en 1765.

### Dénomination de la synagogue Touro
Abraham Touro, un des deux fils de Issac Touro laisse par testament la somme de 10 000 dollars à l'État de Rhode Island pour prendre soin de la synagogue et 5 000 dollars pour l'entretien de la rue la desservant (actuellement dénommée rue Touro).
La synagogue est référée pour la première fois en tant que Synagogue Touro dans l'acte notarié d'acceptation des fonds.

### Lettre de George Washington

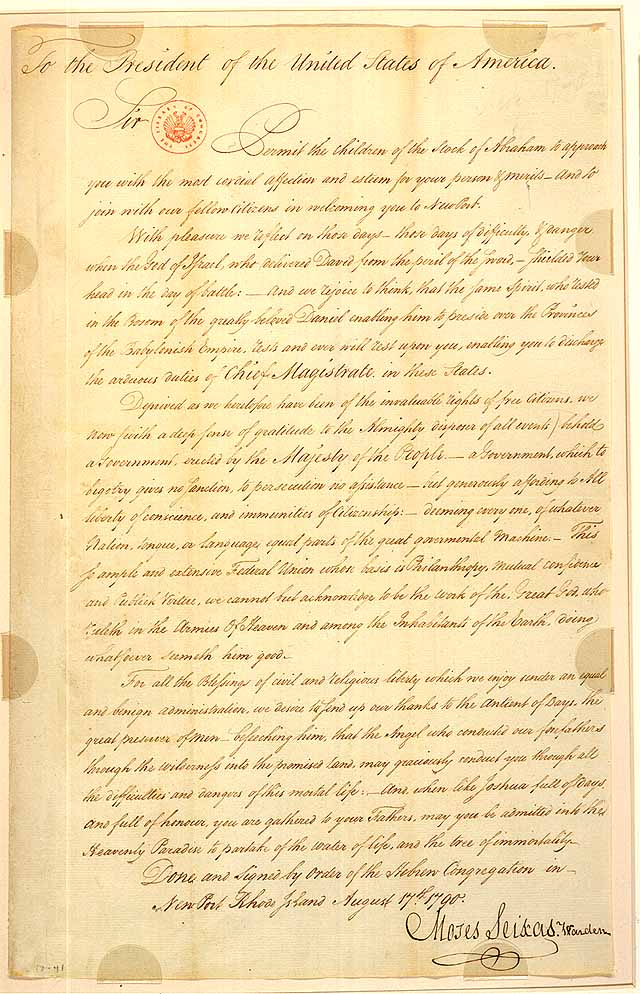
Lettre de Moses Seixas à George Washington
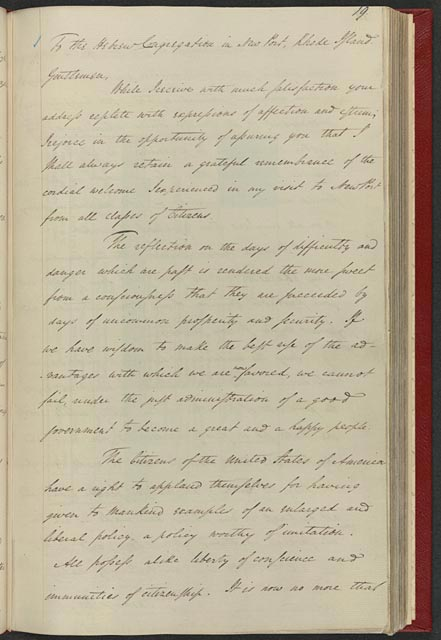
Réponse de George Washington – page 1
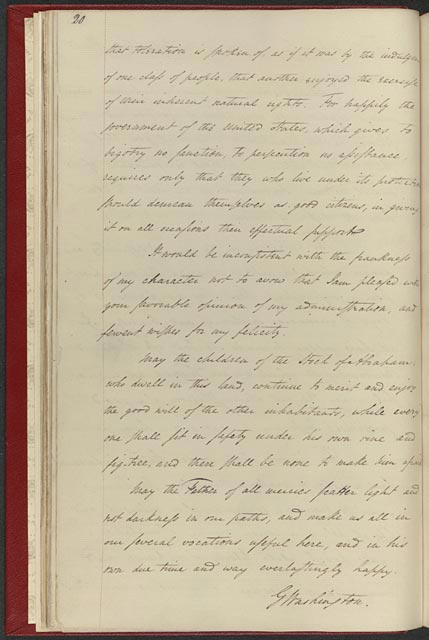
Réponse de George Washington – page 2

En 1790, la communauté par la plume de Moses Seixas (1744-1809) écrit à George Washington pour lui exprimer le soutien de la communauté à son action mais aussi ses meilleurs vœux. George Washington écrit dans sa réponse :

« …le gouvernement des États-Unis n'approuve pas la bigoterie et ne peut tolérer les persécutions. Que les enfants de la Lignée d'Abraham, qui résident sur cette terre, continuent à mériter et à goûter la bienveillance des autres habitants ; Que chacun puisse vivre en sécurité sous sa propre vigne et son propre figuier, sans être autrement effrayé. Que le Père de toutes les Grâces dispense la lumière et non l'obscurité sur notre chemin, et qu'il nous rende tous utiles dans nos diverses vocations, et dans le temps qu'il aura voulu et de sa façon, éternellement heureux. »

La lettre de Moses Seixas et la copie de la réponse de George Washington, par son secrétaire particulier, sont conservées à la Bibliothèque du Congrès à Washington.

### Monument historique
La synagogue Touro a reçu des récompenses nationales pour son histoire et son architecture :
- 1946 : un acte du congrès demandé par le président Truman proclame la synagogue un site historique national (National Historic Site)
- 2001 : elle devient une des 21 propriétés faisant partie du National Trust for Historic Preservation. Dans les deux cas, elle est le premier bâtiment religieux à recevoir une telle reconnaissance.

## La synagogue de nos jours

### Les offices
Durant la Guerre d'indépendance, Newport est occupé par les Anglais qui utilisent la synagogue comme hôpital après que tout le mobilier a été soigneusement entreposé, ce qui permet d'y voir aujourd'hui encore le mobilier d'origine. L'occupation amène la plupart de la population dont les membres de la communauté juive à quitter la ville, qui perd son importance économique.
Après la Guerre d'indépendance, la synagogue n'est utilisée comme lieu de prière que de façon très intermittente en raison du faible nombre de membres de la communauté juive. Elle est alors utilisée comme mairie et comme palais de justice.
Depuis 1880, avec l'immigration ashkénaze, le bâtiment est redevenu une synagogue utilisée de façon continue.
La synagogue est toujours en activité et dessert depuis le début des années 1900 la communauté juive orthodoxe Jeshuat Israel de Newport forte de 134 familles. Les offices ont lieu régulièrement matin et soir, le vendredi soir et le samedi ainsi qu'en semaine, et les jours de fêtes juives. Les offices sont célébrés selon le rite séfarade.
Les hommes et les femmes suivent l'office en étant séparés. Lors des fêtes, les hommes sont réunis en bas, alors que les femmes sont assises dans les galeries.
Toutefois, en août 2023, un juge du Rhode Island a statué en faveur de la congrégation Shearith Israel de New York, propriétaire de la synagogue Touro qui souhaite se débarrasser de la congrégation Jeshuat Israel, locataire du bâtiment, accusée de mal entretenir la synagogue Touro.
La décision autorise l’expulsion de la Congrégation Jeshuat Israël.
Le centre communautaire est installé depuis le milieu des années 1920, en face de la synagogue, dans une maison de style Greek Revival, datant de 1835, originellement sur Washington Square, à quelques centaines de mètres.

## LaFondation
La Touro Synagogue Foundation est créée en 1948 pour maintenir et préserver la synagogue, le cimetière colonial juif ainsi que le Patriots Park et pour promouvoir la liberté religieuse en Amérique. C'est une association sans but lucratif.
Elle vit des cotisations de ses membres, des donations, des droits d'entrée pour la visite de la synagogue et de la vente de souvenirs et de produits dérivés.
Elle a travaillé avec la poste américaine pour l'impression d'un timbre représentant la synagogue Touro, issu en 1982 lors du 250e anniversaire de la naissance de George Washington.
Chaque année, la Fondation présente un programme spécial axé sur la lecture de la lettre de George Washington. Lors de cette cérémonie, le Prix Juge Alexander George Teitz est décerné à une personnalité qui par ses dires et faits illustre les propos contenus dans la lettre de Washington.

## Galerie photo

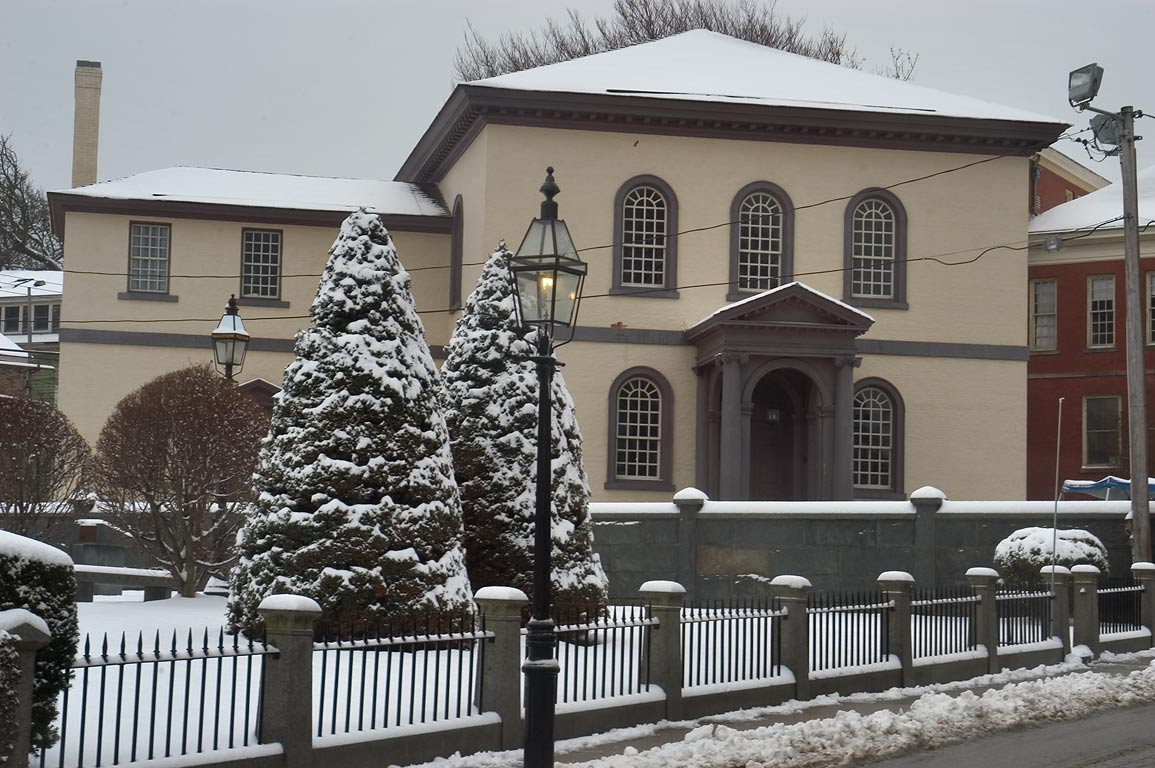
La synagogue sous la neige
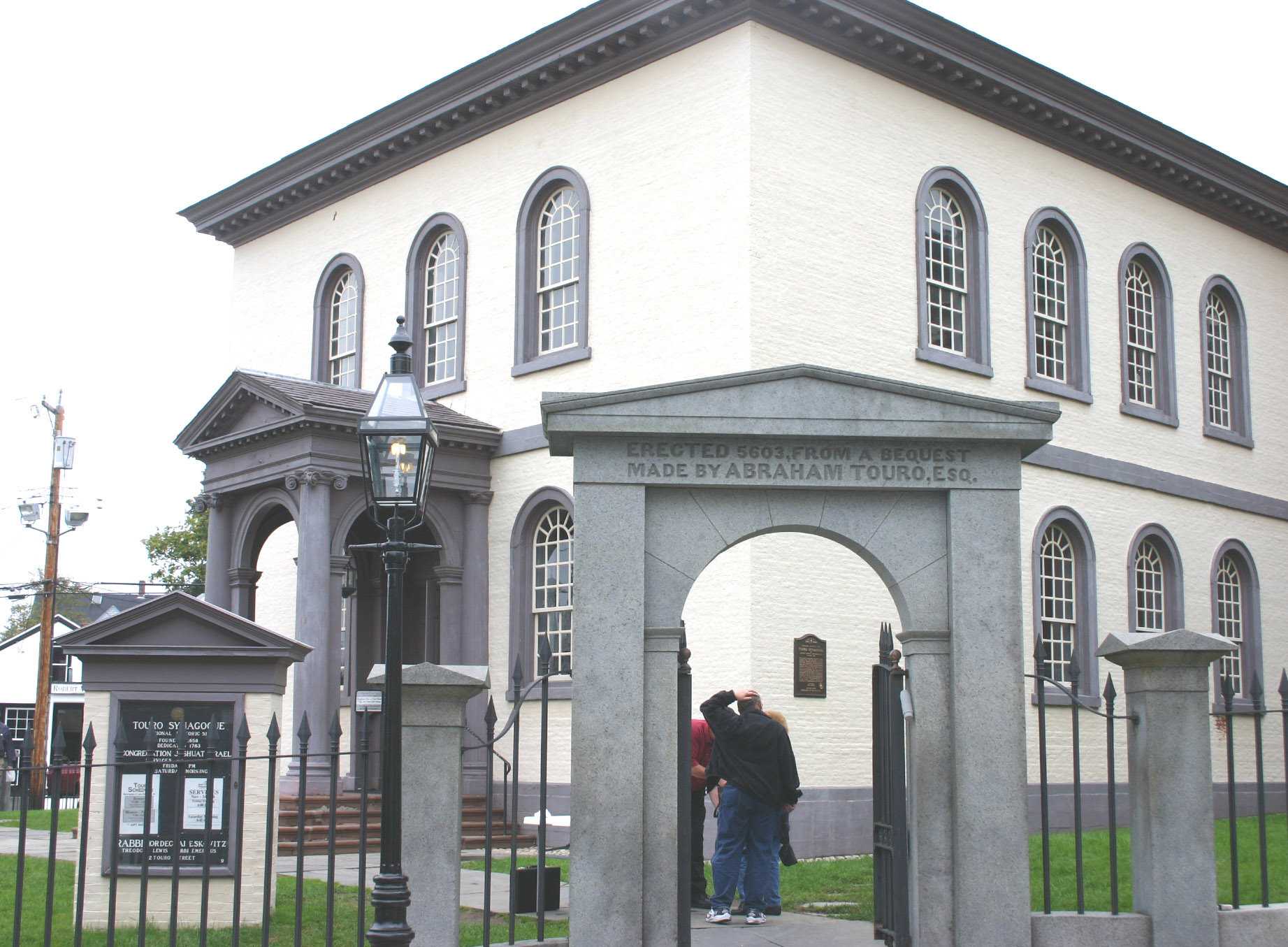
L'entrée à la synagogue
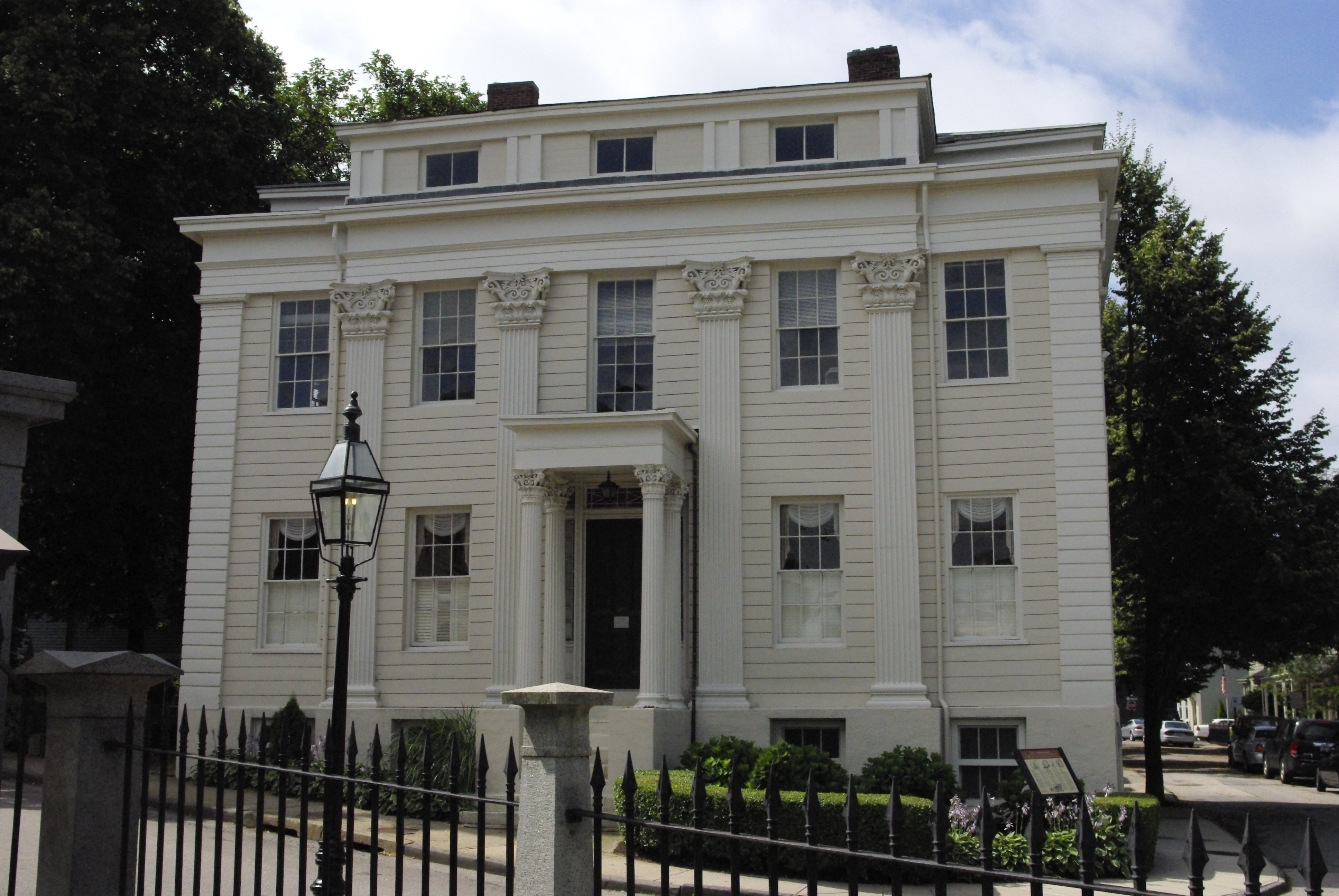
Le centre communautaire
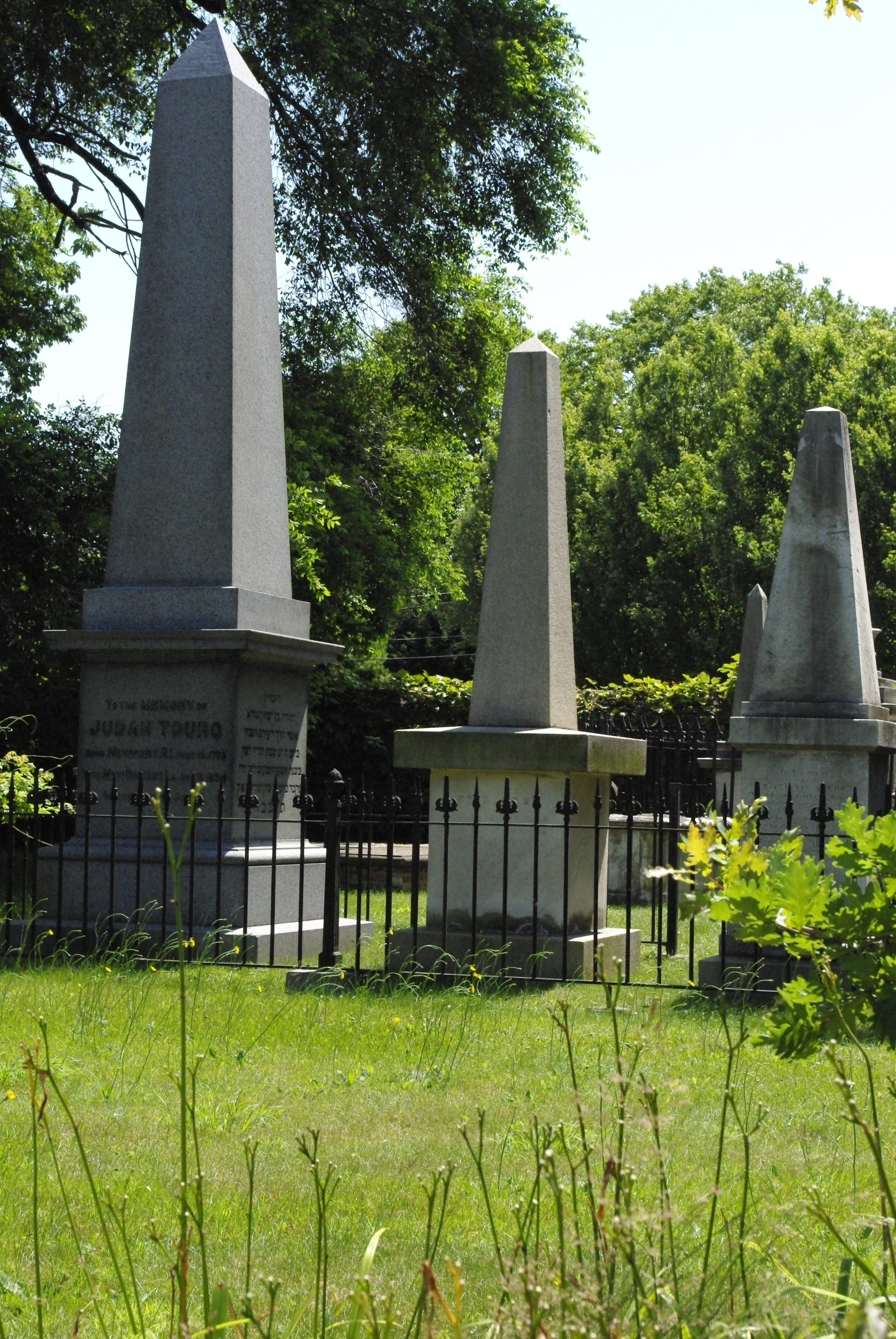
Cimetière juif : à gauche, la tombe de Judah Touro